# Volei de plajă

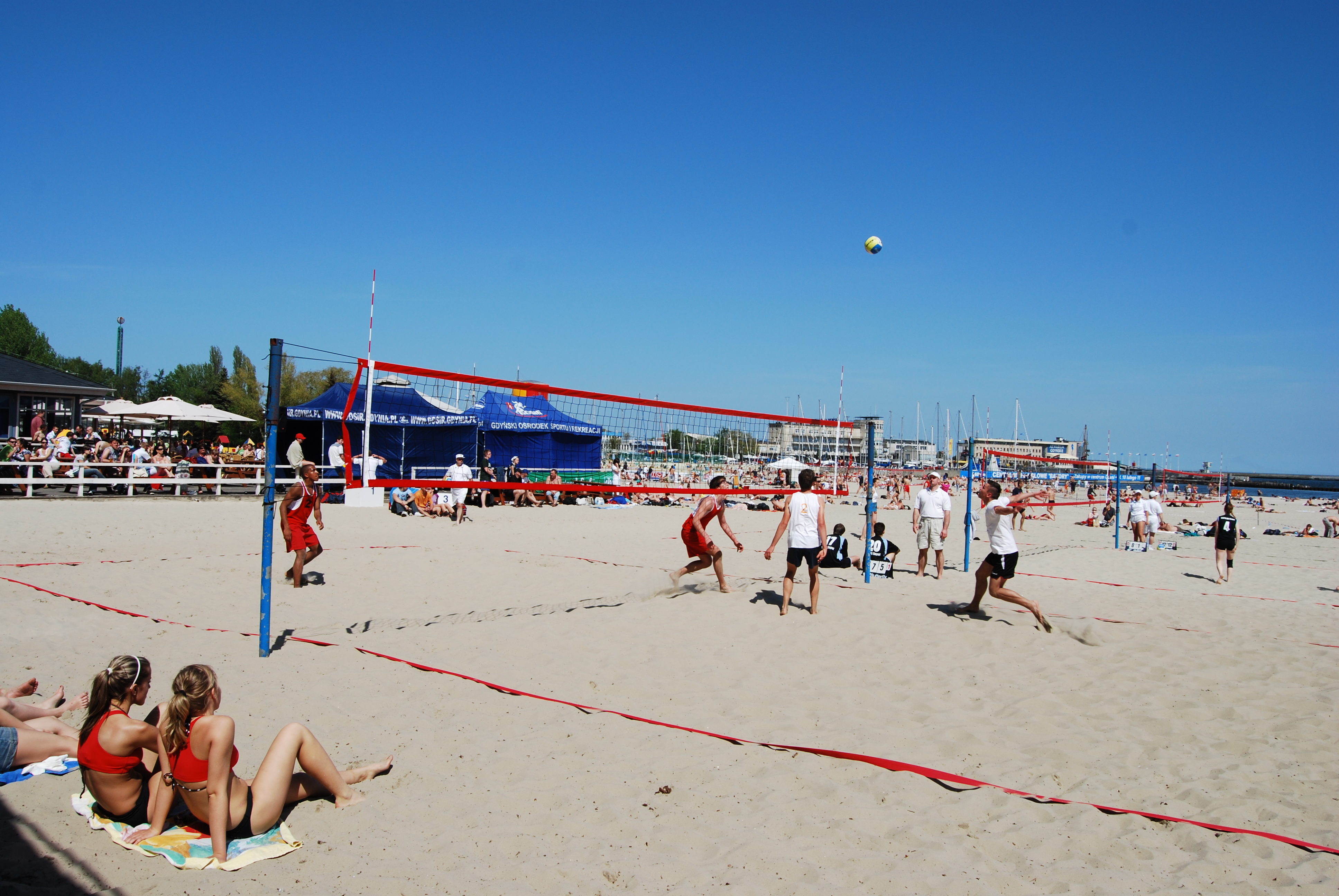
Volei de plajă

Voleiul de plajă a luat naștere în anul 1915, când pe plajele Waikiki din Hawaii a fost montat un fileu de volei și a avut loc prima manifestație de acest gen. Printre primii jucători se afla și Duke Kahanamoku, un renumit surfer și totodată campion olimpic la înot, prieten și coleg cu Johnny Weissmüller.

## Începuturile în SUA
Primul joc oficial de volei de plajă a avut loc pe plajele din Santa Monica, California în anul 1930 în organizarea lui Paul Johnson, întâlnindu-se două echipe masculine a câte doi jucători. În anul 1958 a avut loc primul Open feminin, urmând ca în fiecare an până în 1960 să aibă loc câte trei turnee de acest gen. Acești ani sunt considerați ca fiind începuturile voleiului de plajă feminin, perioadă în care cuplul Jean Brunicardi – Johnette Latreille erau câștigătoarele a celor mai multe turnee din acele vremuri. De asemenea, pe lângă campioni de renume mondial la volei de plajă, precum Karch Kiraly - câștigător a nu mai puțin de 142 de open-uri, Gene Selznick, Mike O’Hara, Bernie Holtzman, acest sport minunat este foarte atractiv și pentru celebritățile de la Hollywood, precum Tom Selleck, Marilyn Monroe, Paul Newman, Robert Redford, dar și pentru unii baschetbaliști din NBA ca Wilt Chamberlain.

## Generalizarea pe plan mondial
Începând cu anii ’90 regulile acestui joc s-au schimbat din ce în ce mai mult, turneele au crescut ca număr și s-au extins și în afara Statelor Unite ale Americii (1990 - Brazilia, Franța, Italia, Japonia; 1991 – Brazilia, Australia, Japonia, Franța, Italia, Spania; 1992 – Australia, Spania, Brazilia, Japonia, Italia; 1993 – Brazilia, Japonia; 1994 – Brazilia, Rusia, Franța, Japonia, Chile, Puerto Rico; 1995 – Brazilia, Venezuela, Spania, Franța, Germania, Coreea, Japonia, Italia, Portugalia, Belgia, Indonezia, Puerto Rico, Africa de Sud, Chile, Australia), premiile în bani s-au mărit considerabil deoarece, fiind un sport extraordinar de spectaculos, priza la public era din ce în ce mai mare. 
În anul 1996, după o masivă evoluție în întreaga lume, voleiul de plajă devine sport olimpic. Așadar, la Jocurile Olimpice de vară din 1996 de la Atlanta, arena de 11.000 de locuri, special amenajată pentru acest sport, este ocupată până la refuz la toate meciurile disputate. După Jocurile Olimpice de la Atlanta din 1996, pe harta marilor turnee, dotate cu premii în valoare de 150.000$ - 200.000$, se numărau țări precum: Brazilia, Australia, Japonia, Coreea, Cehia, Italia, Germania, Franța, Austria, Belgia, Portugalia, Bulgaria, Turcia, Spania, Elveția. Din acel an, această ramură a voleiului a început să se extindă și în Europa, unde s-a mărit numărul de țări organizatoare de turnee.

## Situația din România
În România, primul turneu de volei de plajă a avut loc la Constanța în anul 1993, cu ocazia „Cupei Mării Negre”, fiind o competiție organizată inopinat, paralel cu cea din sală, bucurându-se de participare internațională, deoarece fiecare echipă a avut și câte o reprezentantă pe nisip.
Primele campionate naționale ale României, sub patronajul lui Dan Gârleanu, Secretarul General al F.R.V. de pe-atunci, au avut loc în 1994, la Eforie Nord.
În 1995, Constantin Steriade preia funcția de președinte al Comisiei Naționale de volei de plajă și organizează turnee pe litoralul românesc, debutând pe data de 1 mai la Olimp.
În 1996, an în care voleiul de plajă dobândește statut olimpic, acest sport cunoaște o amplă dezvoltare în România, extinzându-se în orașe precum: București, Iași, Timișoara, Satu Mare, Oradea, Slatina, Eforie Nord, Olimp, Mamaia, Costinești, Cluj, Galați, Craiova ș.a. Din 1997, Pro Sport Man devine organizatorul principal al celor mai importante turnee de volei de plajă.
Începând cu anul 1998 au loc în țară turnee organizate sub patronajul Pro Sport Man, având ca sponsor principal brandul Coca-Cola, Iașii fiind printre primele orașe care au organizat turnee de acest gen, cu sprijinul R.A.J.A.C. și D.J.T.S., având ca premiul cel mare, pe vremea aceea, un milion de lei, pentru care se luptau 10 echipe feminine și 14 masculine, urmând ca din 1999 să fie introdus și în celebrul Fanta Beach Volley Tour, având ca rezultat creșterea interesului și a emulației. Cuplul ieșean Cristina Androhovici și Laura Dulcianu reușesc obținerea medaliei de bronz la C.E. Sun-23 din Grecia.
În anul 2000 are loc alcătuirea primelor loturi naționale, care beneficiază de o pregătire centralizată, de asemenea câteva schimbări de regulament în ideea în care fiecare echipă de divizia A, avea obligativitatea de a înscrie cel puțin o echipă și la turneele de volei de plajă. În perioada 31 mai – 13 august are loc „Winston Beach Volley Tour by Fanta”, cu premii în valoare de 18.000 $, sărbătorindu-se odată cu acesta șapte ani de volei de plajă în România.
Campionatele naționale ale României din 2001 au avut loc la Costinești, turneul făcând parte din cadrul "Winston Beach Volley Tour by Fanta" unde în competiția feminină s-a impus cuplul format din Iuliana Nucu și Geta Cojocaru, de la Metal Galați, iar întrecerea masculină a fost adjudecată de Radu Adrian și Adrian Pricop, de la Franke București.
Din anul 2002, conducerea Comisiei Naționale de volei de plajă este preluată de Oana Sârb, an în care Jocurile Balcanice de seniori au loc la Satu Mare, România obținând o medalie de aur la masculin și una de bronz la feminin.
În 2003 de asemenea se reușește obținerea medaliei de aur la masculin, de data aceasta în Grecia și medalia de argint la feminin, iar în 2004 făcându-se rocada între fete și băieți, aceștia din urmă luând argintul la balcaniada de la Satu Mare, în timp ce fetele cucereau aurul în Albania.
2005 este anul în care campionatele naționale ale României au loc la Satu Mare, iar la Campionatele Balcanice de seniori și de juniori, România cucerește argint pe linie și la feminin și la masculin.
Anul 2006 este acela în care șefia comisiei de volei de plajă, este încredințată lui Serhan Cadâr, an în care are loc și prima ediție a Cupei Aqua Magic sub patronajul Adrianei Strutinsky, competiție desfășurată la Mamaia. Mai este de asemenea anul în care, pentru prima dată în istoria jocurilor balcanice aceeași echipă cucerește titlul suprem atât la junioare cât și la senioare, fiind vorba de cuplul lugojean format din Adriana Sorina Buz și Loredana Calinciuc, numite de către Balkan Volleyball Association "Queens of the Beach".
Pe lângă medaliile de aur obținute atât de către cuplul feminin Diana Balintoni - Andreea Smultea, cât și de cel masculin format din Cristian Brînză și Alexandru Mitrănescu la Campionatul Balcanic de juniori din Albania, 2007 este anul în care se reușește ocuparea locului al VII-lea la Campionatul European Sub-20 din Țările de Jos, din nou de către lugojencele Buz – Calinciuc, iar 2008 aduce doar medalia de bronz la Jocurile Balcanice de seniori de la Belgrad, de data aceasta de către Sorina Buz Adriana și Diana Balintoni.
În 2009 s-a reușit cucerirea a două medalii balcanice la Sub-23 la Izmir, Turcia; una de aur de către cuplul Sorina Buz – Loredana Calinciuc, respectiv una de bronz la băieți de către cuplul Iulian Marian Bala – Bogdan Mehedințeanu. După doar o săptămână, la Campionatul Balcanic Sub-20 ce a avut loc la Asprovalta în Grecia, aceștia din urmă aveau să obțină încă o medalie de aur. Același cuplu masculin avea să mai aducă o medalie balcanică de argint și în 2010 la Plovdiv, Bulgaria, în urma disputării Jocurilor Balcanice Sub-23 ani.
Antrenorul loturilor naționale din 2005 până în 2014, a fost Dan Mihai Jitaru de la C.S.Ș. Bega din Timișoara, cel care a realizat cât este de mare potențialul țării în această ramură de sport, fiind primul și singurul din România care a renunțat la ideea de „performanță” în voleiul de sală pentru a face performanță în cel de plajă, unde a considerat că se poate ajunge până la Jocurile Olimpice.
Începând cu anul 2014, la conducerea lotului național de volei de plajă a venit antrenorulAdrian  Pricop de la CSȘ Satu Mare. Acesta și-a propus participarea la Jocurile Olimpice din 2020 de la Tokyo. 
Pe lângă competițiile europene și mondiale destinate tinerilor între 17 și 22 de ani, mai există turnee Challenger & Satellite în organizarea C.E.V., turnee la care nu participă jucătorii de prim rang, datorită nivelului mai scăzut al competiției și al recompensării bănești. Aceste turnee, pe lângă premiile modeste în valoare de aproximativ 10.000 $, sunt utile datorită punctajului acordat, cu ajutorul căruia se urcă în clasamentul mondial, obținând o poziție din ce în ce mai bună în eventualitatea unei participări în World Tour. Cele mai puternice competiții, în schimb, rămân cele mondiale (Swatch F.I.V.B. World Tour) și europene (C.E.V. European Championship Tour) adresate seniorilor, turnee promovate puternic, la care premiile în bani au ajuns la 300,000 $. Importante sunt și Jocurile Olimpice pentru tineret, destinate adolescenților cu vârste cuprinse între 14 și 18 ani, ce au loc din patru în patru ani, prima ediție fiind în 2010 la Singapore, și Jocurile Olimpice pentru seniori.